# Jonathan Levine
Jonathan A. Levine (* 18. Juni 1976 in New York) ist ein US-amerikanischer Filmregisseur und Drehbuchautor.

## Leben
Jonathan Levine studierte Kunst und Semiotik an der Brown University und arbeitete nach seinem Abschluss als persönlicher Assistent von Filmregisseur Paul Schrader.
Nach diversen Kurzfilmen kam 2006 Levines erster Langspielfilm All the Boys Love Mandy Lane in die Kinos. 2008 folgte mit The Wackness – Verrückt sein ist relativ seine zweite Regiearbeit. Der Film gewann beim Sundance Film Festival den Publikumspreis.
2011 schaffte er den endgültigen Durchbruch mit der Tragikomödie 50/50 – Freunde fürs (Über)Leben mit Joseph Gordon-Levitt und Seth Rogen. 2013 verfilmte Levine Isaac Marions Debütroman Warm Bodies, 2015 folgte die Komödie Die Highligen Drei Könige, abermals mit Gordon-Levitt und Rogen in den Hauptrollen.
Levine entwickelte die Fernsehserie Rush, die 2014 eine Staffel erlebte.

## Filmografie
- 2004: Shards (Kurzfilm)
- 2005: Love Bytes (Dokumentarkurzfilm)
- 2006: All the Boys Love Mandy Lane
- 2008: The Wackness – Verrückt sein ist relativ (The Wackness)
- 2010: How to Make It in America (Fernsehserie, Folge 1x06 Good Vintage)
- 2011: 50/50 – Freunde fürs (Über)Leben (50/50)
- 2013: Warm Bodies
- 2014: Rush (Fernsehserie, Folge 1x01)
- 2015: Die Highligen Drei Könige (The Night Before)
- 2016: Mike and Dave Need Wedding Dates (nur Produktion)
- 2017: Mädelstrip (Snatched)
- 2017: I’m Dying Up Here (Fernsehserie, Folge 1x01)
- 2019: Long Shot – Unwahrscheinlich, aber nicht unmöglich (Long Shot)